# Acourtia
Acourtia D.Don, 1830 è un genere di piante angiosperme dicotiledoni della famiglia delle Asteraceae.

## Descrizione

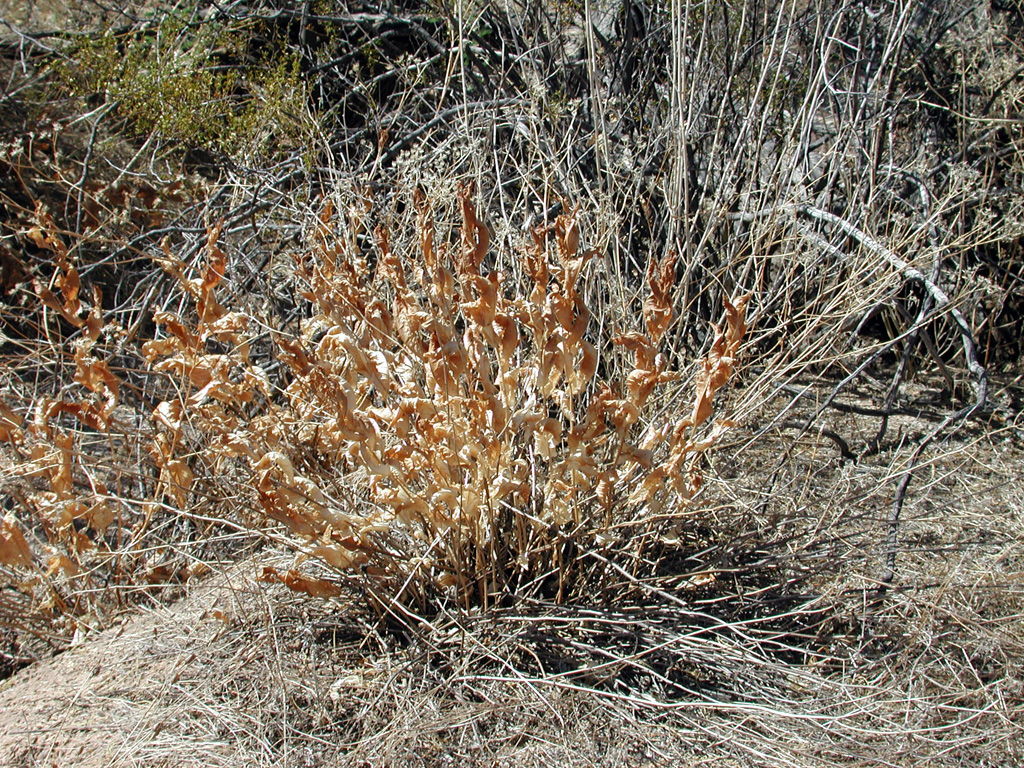
Il portamento
Acourtia wrightii

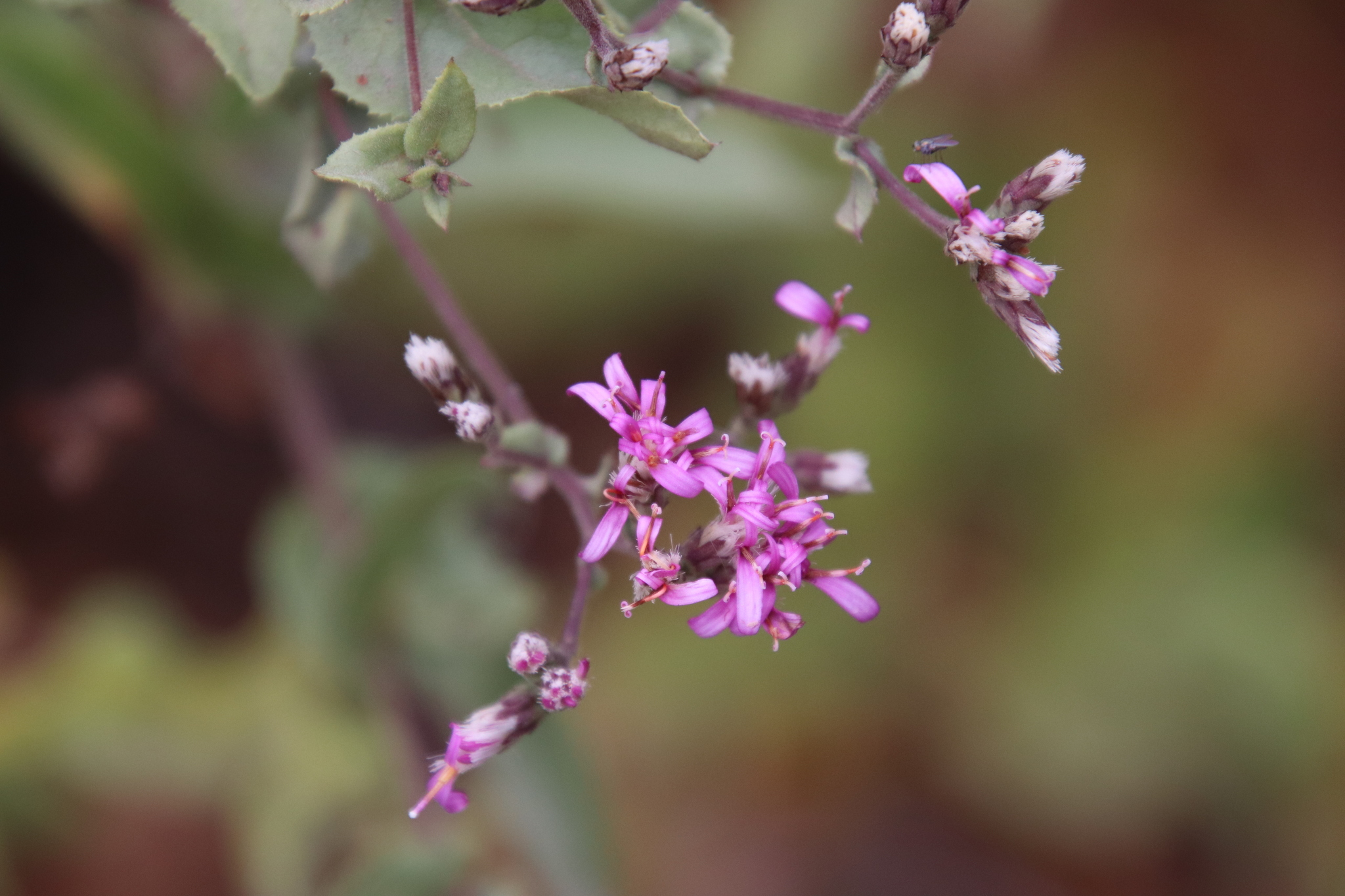
Le foglie
Acourtia microcephala

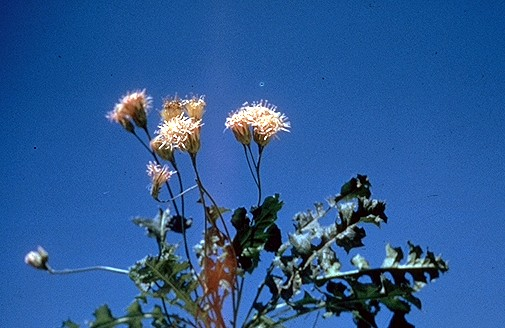
Infiorescenza
Acourtia runcinata

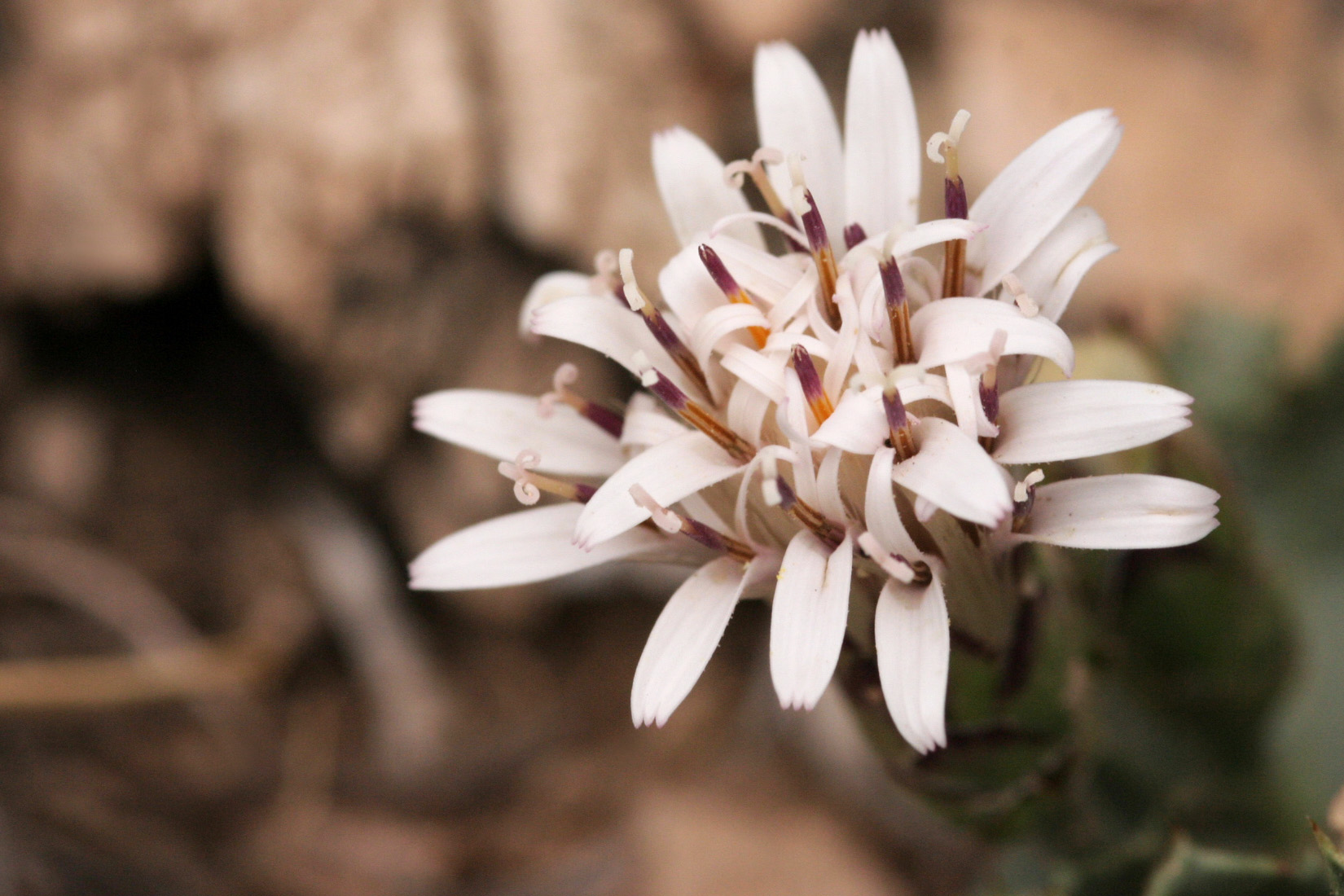
I fiori
Acourtia nana

Le specie di questo gruppo hanno un habitus perenne subarbustivo o arbustivo di tipo rampicante. Sono prive di lattice ma con fusti resinosi-punteggiati.
Sono presenti sia foglie in rosette basali che cauline singole disposte in modo alternato, sessili o brevemente picciolate. La lamina, più o meno semplice sia piccola che larga, ha varie forme: strettamente ovate, oblanceolate, oblunghe, spatolate, cordiformi, lirato-pennatifide o ampiamente da ellittiche a ovate. I bordi sono seghettati, spinosi, grossolanamente dentati o raramente interi. La consistenza varia da cartacea a coriacea. Le superfici sono di solito minutamente stipitate-ghiandolari (o anche irsutelle).
Le infiorescenze sono composte da capolini emergenti dalla sottostante rosetta basale e sono raccolti in pochi o densi grappoli terminali (o ascellari). A volte formano delle pannocchie tirsoidi ben oltre le foglie cauline del fusto. I capolini sono più o meno radiato-discoidi  ed omogami e sono formati da un involucro a forma da spiraleggiante a campanulata (o obconica) composto da brattee (o squame) all'interno delle quali un ricettacolo fa da base ai fiori di due tipi (più o meno): tubulosi e actinomorfi (centrali del disco) e ligulati o bilabiati zigomorfi (periferici del raggio). Le brattee, simili a foglie, disposte su 3 - 8 serie in modo embricato sono di vario tipo (da lanceolate a oblanceolate o lineari con apici da ottusi a acuti o mucronati) e consistenza. Il ricettacolo, generalmente glabro, talvolta apparentemente fimbriato o leggermente pubescente, a forma leggermente convessa, piatto o concavo, è nudo (senza pagliette), raramente le ha.
I fiori sono tetraciclici (a cinque verticilli: calice – corolla – androceo – gineceo) e in genere pentameri (ogni verticillo ha 5 elementi). I fiori, da 3 a 80, sono eteromorfi (con forme diverse) e ermafroditi e fertili.
- Formula fiorale:

*/x K {\displaystyle \infty }, [C (5), A (5)], G 2 (infero), achenio
- Calice: i sepali del calice sono ridotti ad una coroncina di squame.
- Corolla: in genere le corolle dei fiori del raggio sono bilabiate con tre denti sul labbro esterno e uno o due denti su quello interno. Le corolle dei fiori del disco (pochi) sono formate da 5 lobi lineari di uguali dimensioni. Le corolle sono colorate di crema, bianco, rosa, viola chiaro o viola.
- Androceo: l'androceo è formato da 5 stami con filamenti liberi e antere saldate in un manicotto circondante lo stilo.[10] Le antere in genere hanno una forma sagittata con appendici apicali acute. Le teche sono calcarate (provviste di speroni) e provviste di code. Il polline normalmente è tricolporato a forma sferica (può essere microechinato).
- Gineceo: il gineceo ha un ovario uniloculare infero formato da due carpelli.[10]. Lo stilo è unico e con due stigmi. La base dello stilo è espansa, glabra e colorata di violaceo. Gli apici degli stigmi sono ricurvi, troncati e sono ricoperti da piccole papille o in qualche caso da peli penicillati. L'ovulo è unico e anatropo.

I frutti sono degli acheni (da 4 a 10 mm) con pappo. La forma degli acheni è fusiforme o cilindrica (raramente è compressa all'apice); le pareti sono ricoperte da coste (raramente sono presenti dei rostri) e sono glabre (o eventualmente setolose). Il carpoforo (o carpopodium) è uno stretto anello o corto cilindro oppure è assente. Il pappo (raramente è assente) è formato da setole persistenti (da 40 a 60) disposte su 1 - 2 serie, sono barbate o piumose del tutto o a volte sono subpiumose solo apicalmente, ed è direttamente inserito nel pericarpo o connato in un anello parenchimatico posto sulla parte apicale dell'achenio. Il colore del pappo è fulvo, biancastro o talvolta da bruno a grigiastro scuro.

## Biologia
- Impollinazione: l'impollinazione avviene tramite insetti (impollinazione entomogama tramite farfalle diurne e notturne).
- Riproduzione: la fecondazione avviene fondamentalmente tramite l'impollinazione dei fiori (vedi sopra).
- Dispersione: i semi (gli acheni) cadendo a terra sono successivamente dispersi soprattutto da insetti tipo formiche (disseminazione mirmecoria). In questo tipo di piante avviene anche un altro tipo di dispersione: zoocoria. Infatti gli uncini delle brattee dell'involucro si agganciano ai peli degli animali di passaggio disperdendo così anche su lunghe distanze i semi della pianta.

## Distribuzione
Le specie di questo genere si trovano nell'America Centrale, Messico e USA meridionali.

## Tassonomia
La famiglia di appartenenza di questa voce (Asteraceae o Compositae, nomen conservandum) probabilmente originaria del Sud America, è la più numerosa del mondo vegetale, comprende oltre 23.000 specie distribuite su 1.535 generi, oppure 22.750 specie e 1.530 generi secondo altre fonti (una delle checklist più aggiornata elenca fino a 1.679 generi). La famiglia nel 2021 è divisa in 16 sottofamiglie.

### Filogenesi
La sottofamiglia Mutisioideae, nell'ambito delle Asteraceae occupa una posizione "basale" (si è evoluta precocemente rispetto al resto della famiglia) ed è molto vicina alla sottofamiglia Stifftioideae. La tribù Nassauvieae con la tribù Mutisieae formano due "gruppi fratelli" ed entrambe rappresentano il "core" della sottofamiglia.
Il genere Acourtia appartiene alla tribù Nassauvieae. All'interno del genere, da analisi di tipo filogenetico, sono stati individuati due cladi: uno con specie a steli scapiformi e l'altro con steli fertili (fioriti) e foglie. In passato i membri di questo gruppo erano descritti all'interno del genere Perezia come sect. Perezia. Alcune analisi del DNA indicano che le specie di Acourtia sono più strettamente correlata a Proustia e Trixis e non a Perezia, mentre in altri studi (più recenti - 2018) il genere di questa voce appartiene ad un clade formato dai generi Acourtia, Holocheilus, Nassauvia, Perezia e Triptilion.
I caratteri distintivi per le specie di questo genere sono:
- il portamento è erbaceo (raramente) o arbustivo;
- sugli steli sono presenti dei ciuffi color ruggine di tricomi;
- le corolle sono bilabiate (quelle tubolari sono in minoranza);
- i rami dello stilo sono coronati di papille apicali.

Il numero cromosomico delle specie di questo genere è: 2n = 52, 54 e 56.

### Elenco specie
Il genere comprende le seguenti 81 specie:
- Acourtia bravohollisiana Rzed.
- Acourtia butandae L.Cabrera
- Acourtia caltepecana B.L.Turner
- Acourtia carpholepis (A.Gray) Reveal & R.M.King
- Acourtia carranzae L.Cabrera
- Acourtia ciprianoi Panero & Villaseñor
- Acourtia cordata (Cerv.) B.L.Turner
- Acourtia coulteri (A.Gray) Reveal & R.M.King
- Acourtia cuernavacana (B.L.Rob. & Greenm.) Reveal & R.M.King
- Acourtia dieringeri L.Cabrera
- Acourtia discolor Rzed.
- Acourtia dissiticeps (Bacig.) Reveal & R.M.King
- Acourtia dugesii (A.Gray) Reveal & R.M.King
- Acourtia durangensis B.L.Turner
- Acourtia elizabethiae Rzed. & Calderón
- Acourtia erioloma (S.F.Blake) Reveal & R.M.King
- Acourtia fragrans Rzed.
- Acourtia fruticosa (La Llave & Lex.) B.L.Turner
- Acourtia gentryi L.Cabrera
- Acourtia glandulifera (D.L.Nash) B.L.Turner
- Acourtia glomeriflora (A.Gray) Reveal & R.M.King
- Acourtia gracilis L.Cabrera
- Acourtia grandifolia (S.Watson) Reveal & R.M.King
- Acourtia guatemalensis B.L.Turner
- Acourtia hidalgoana B.L.Turner
- Acourtia hintoniorum B.L.Turner
- Acourtia hondurana B.L.Turner
- Acourtia hooveri (McVaugh) Reveal & R.M.King
- Acourtia huajuapana B.L.Turner
- Acourtia humboldtii (Less.) B.L.Turner
- Acourtia intermedia L.Cabrera
- Acourtia joaquinensis L.Cabrera
- Acourtia lepidopoda (B.L.Rob.) Reveal & R.M.King
- Acourtia lobulata (Bacig.) Reveal & R.M.King
- Acourtia longifolia (S.F.Blake) Reveal & R.M.King
- Acourtia lozanoi (Greenm.) Reveal & R.M.King
- Acourtia macrocephala Sch.Bip.
- Acourtia macvaughii B.L.Turner
- Acourtia matudae Rzed.
- Acourtia mexiae L.Cabrera
- Acourtia mexicana (D.Don) H.Rob.
- Acourtia michoacana (B.L.Rob.) Reveal & R.M.King
- Acourtia microcephala DC.
- Acourtia moctezumae Rzed. & Calderón
- Acourtia molinana B.L.Turner
- Acourtia moschata DC.
- Acourtia nana (A.Gray) Reveal & R.M.King
- Acourtia nelsonii (B.L.Rob.) Reveal & R.M.King
- Acourtia nudicaulis (A.Gray) B.L.Turner
- Acourtia nudiuscula (B.L.Rob.) B.L.Turner
- Acourtia oaxacana L.Cabrera
- Acourtia ovatifolia L.Cabrera
- Acourtia oxylepis (A.Gray) Reveal & R.M.King
- Acourtia palmeri (S.Watson) Reveal & R.M.King
- Acourtia parryi (A.Gray) Reveal & R.M.King
- Acourtia patens (A.Gray) Reveal & R.M.King
- Acourtia pilulosa (Bacig.) B.L.Turner
- Acourtia pinetorum (Brandegee) Reveal & R.M.King
- Acourtia platyphylla (A.Gray) Reveal & R.M.King
- Acourtia platyptera (B.L.Rob.) Reveal & R.M.King
- Acourtia potosina L.Cabrera
- Acourtia pringlei (B.L.Rob. & Greenm.) Reveal & R.M.King
- Acourtia pulchella L.Cabrera
- Acourtia purpusii (Brandegee) Reveal & R.M.King
- Acourtia reticulata (Lag. ex D.Don) Reveal & R.M.King
- Acourtia runcinata (D.Don) B.L.Turner
- Acourtia rzedowskii B.L.Turner
- Acourtia scapiformis (Bacig.) B.L.Turner
- Acourtia scaposa (S.F.Blake) B.L.Turner
- Acourtia simulata (S.F.Blake) Reveal & R.M.King
- Acourtia sinaloana B.L.Turner
- Acourtia souleana B.L.Turner
- Acourtia tenoriensis B.L.Turner
- Acourtia thurberi (A.Gray) Reveal & R.M.King
- Acourtia tomentosa (Brandegee) Reveal & R.M.King
- Acourtia turbinata (La Llave & Lex.) Reveal & R.M.King
- Acourtia umbratalis (B.L.Rob. & Greenm.) B.L.Turner
- Acourtia venturae L.Cabrera
- Acourtia wislizeni (A.Gray) Reveal & R.M.King
- Acourtia wrightii (A.Gray) Reveal & R.M.King
- Acourtia zacatecana B.L.Turner